# 増員選挙
増員選挙（ぞういんせんきょ）は、地方公共団体において合併や境界変更に伴い、人口が著しく増加したことにともなって議会の定数を任期中に増加させた場合に行う選挙のことをさす。
特に、平成の市町村合併においては、合併特例法に基づき在任特例を適用した自治体も多数存在したが、このことに対する住民の批判も強いことから、編入合併に際して、定数特例を利用して編入をする市町村議会の議員1人当たりの人口に応じて、編入されることとなる区域の人口に相当する定員を増員して、編入される区域で増員選挙を行うところも存在して、最近多くの自治体で増員選挙が行われることになった。
なお、増員選挙は増員を行うという通知があってから50日以内に行うものとされている。

## 増員選挙が行われる場合
通常、任期中に議員の定数を変更させることは地方自治法90条4項、91条4項により議員の定数の変更は一般選挙のときに行わなければならないとされているが下記の場合は例外として条例で定めた場合、任期中にも議員を増員することができる。
- 都道府県議会議員の場合
  - 都道府県の申請による編入による合併の場合(地方自治法6条の2第1項)
- 市町村議会議員の場合
  - 市町村の編入による合併、境界変更の場合